# Alexander Zahlbruckner
Alexander Zahlbruckner (Svätý Jur, Slovaquie, 31 mai 1860 – 8 mai 1938) est un botaniste autrichien surtout connu pour ses travaux sur les lichens.

## Vie professionnelle
Petit-fils d'un botaniste autrichien, Johann Babtist Zahlbruckner (1782–1850), lui-même très connu à son époque, Alexander Zahlbruckner termine ses études à la faculté de philosophie de Vienne en 1883. Sa soutenance de thèse rend compte de ses observations sur les lenticelles, sortes de pores que l'on rencontre à la surface de certains organes des plantes vasculaires. La même année, il accepte à titre bénévole la responsabilité de l'herbier des plantes vasculaires du Muséum d'histoire naturelle de Vienne. Il devient assistant scientifique dans cet établissement en 1886 et en sera plus tard nommé conservateur, d'abord de seconde classe (1900), puis de première classe (1912). Il sera toutefois contraint de prendre sa retraite à 62 ans, en 1922, en raison de la situation économique désastreuse de l'Autriche à l'issue de la Première Guerre mondiale.

## Le lichénologue
Son intérêt pour les lichens lui vient rapidement puisqu'il publie quatre articles dans ce domaine dès 1885 et 1886. Par la suite, son activité scientifique sera entièrement consacrée à ce groupe.
Son premier centre d'intérêt est la floristique : recherches de nature bibliographique et inventaire des espèces de lichens des régions voisines de son lieu de naissance et de résidence : Slovaquie, Basse Autriche, Bosnie, Herzégovine, Styrie, puis l'ensemble des Balkans.
S'il a tout au long de sa vie entretenu ce type de recherches, l'essentiel de son activité scientifique a rapidement dérivé vers la taxonomie : description de nouvelles espèces, études centrées sur certains genres ou familles, préoccupations classificatoires. De fil en aiguille, il en vient à élaborer un nouveau système de classification des lichens en se basant surtout sur les idées d'Edvard August Vainio (1853-1929), ce grand lichénologue finlandais qui fut le premier à indiquer clairement qu'il considérait les lichens comme des champignons « lichénisés », c'est-à-dire ne différant des autres champignons que par la symbiose qu'ils entretiennent avec des algues ou des cyanobactéries. Les travaux et en particulier la classification de Zahlbruckner joueront probablement un rôle majeur dans l'acceptation de cette idée par la communauté des spécialistes, même si son système fait des lichens un groupe à part entière, proche des champignons.
Dès le début du XXe siècle, ses travaux commencent à porter sur la classification des lichens à l'échelle mondiale. De 1903 à 1907 il publie une série de révisions des genres et des familles dans le célèbre Die natürlichen Pflanzenfamilien (« Les familles naturelles de plantes ») en 32 volumes édités par Adolf Engler et Karl Anton Eugen Prantl. Éditée en 1926, la seconde édition révisée de ce travail restera la référence de la plupart des spécialistes pendant près d'un demi-siècle.
À partir de 1916 — il a alors 56 ans — il entreprend un travail monumental : la rédaction d'un catalogue de toutes les espèces connues de lichens, comportant l'ensemble des références bibliographiques les concernant. Le premier volume de son Catalogus Lichenum Universalis paraît en deux parties en 1921 et 1922. Huit autres volumes seront édités de son vivant. Le dixième et dernier volume paraîtra en 1940, deux ans après son décès. Il fut réédité en 1951.

## Influence
Le système d'Alexander Zahlbruckner fut à la base des classifications des lichens pendant une bonne partie du XXe siècle. Il fut peu à peu révisé, jusqu'à devenir obsolète du fait de l'avènement des classifications phylogénétiques, en particulier celles faisant appel à la biologie moléculaire et confirmant la nature polyphylétique des champignons lichénisés. En revanche, son Catalogus Lichenum Universalis reste une référence incontournable de la lichénologie.

## Sources
Pišút, I., 2002. Alexander Zahlbruckner (1860–1938): the author of two historical milestones in lichenology. The Bryologist, 105, 243 245. Première page de l'article